# Phengaris alcon
Phengaris alcon, thường được biết đến với tên gọi Bướm xanh Alcon hoặc Bướm Alcon xanh lớn, là một con bướm thuộc họ Lycaenidae và được tìm thấy ở châu Âu và Bắc Á. Nó có thể được nhìn thấy bay vào giữa đến cuối mùa hè. 

## Sinh học

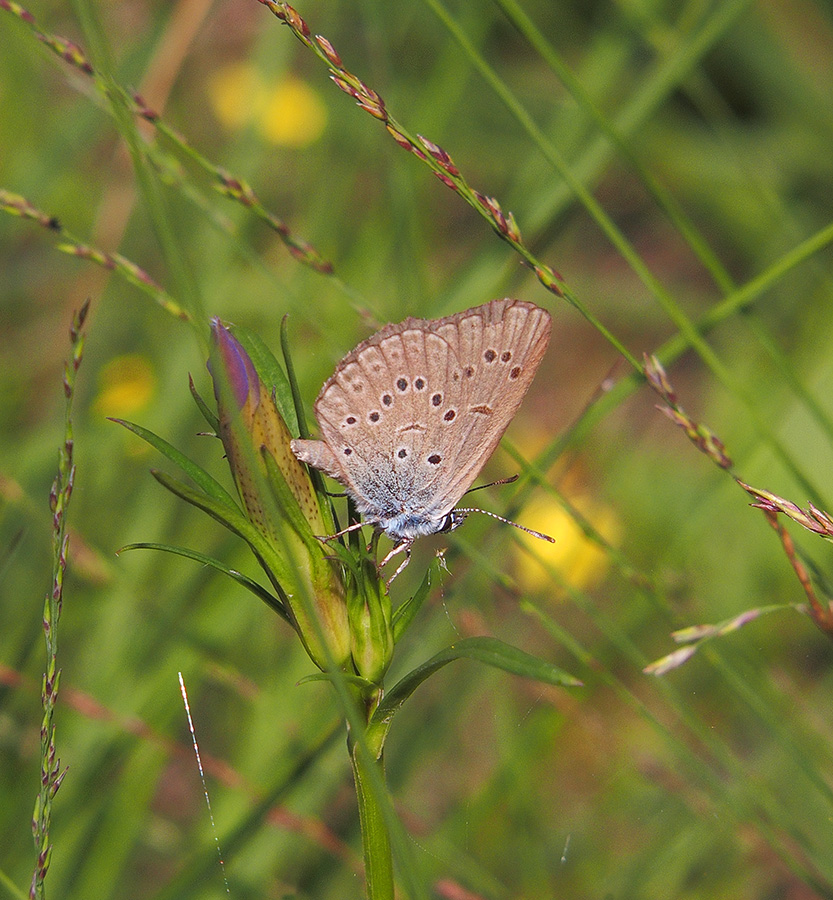
Phengaris alcon đẻ một quả trứng

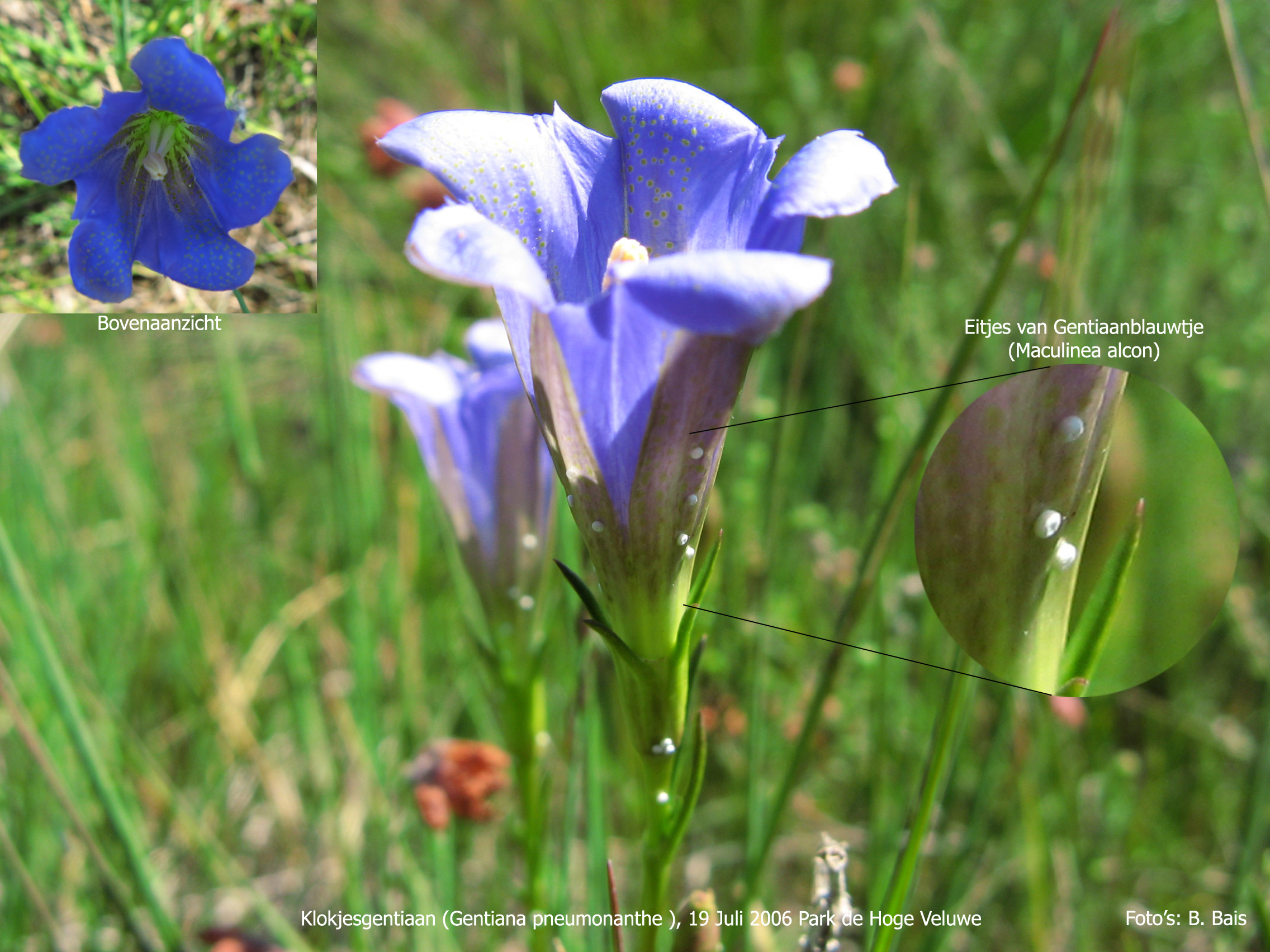
Trứng Phengaris alcon trên cây Gentiana pneumonanthe

Loài này có thể được nhìn thấy bay vào giữa đến cuối mùa hè. Chúng đẻ trứng trên cây Gentiana pneumonanthe ; trong khu vực Alps chúng đôi khi cũng được tìm thấy trên cây thuộc chi Gentiana (Gentiana asclepiadea). .
Sâu bướm Maculinea alcon sống trên thân cây ở các đầm lầy bắt chước bề ngoài của ấu trùng kiến Myrmica rubra và Myrmica ruginodis. 

### Ký sinh nuôi dưỡng

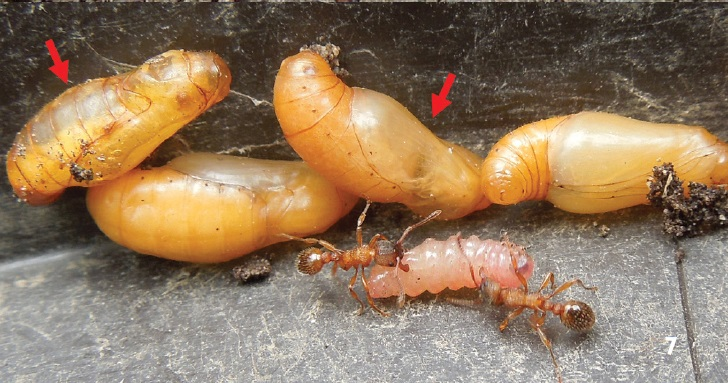
Con nhộng trong tổ kiến

Giống như một số loài khác của Lycaenidae, giai đoạn ấu trùng (sâu bướm) của nó sống ký sinh vào một số loài kiến nhất định.
Bướm đẻ trứng vào cây Gentiana pneumonanthe; trong khu vực của dãy núi Alps, đôi khi chúng cũng được tìm thấy trên cây Gentiana asclepiadea. Sâu bướm không ăn các loại cây khác.
Ấu trùng loài bứom này rời khỏi cây thức ăn khi chúng đã phát triển đủ (instar] thứ 4]) và đợi kiến phát hiện trên mặt đất bên dưới. Ấu trùng phát ra hóa chất bề mặt (allomone] gần giống với hóa chất của ấu trùng kiến, khiến kiến bị nhầm lẫn và tha ấu trùng bướm này vào tổ và đặt chúng vào buồng bố mẹ. Các con kiến bị lừa mang những "con sâu bướm bị bỏ rơi" về nuôi mà hoàn toàn không biết đó là kẻ khác loài. Thậm chí, kiến Myrmica rubra và Myrmica ruginodis còn chăm sóc sâu bướm chu đáo đến nỗi bỏ rơi các kiến con. Sau khi được nuôi vào tổ, ấu trùng Alcon được cho ăn thức ăn của kiến con (cũng giống như kiến bố mẹ khác), một quá trình được gọi là trophallaxis. Phương pháp ký sinh này được gọi là ký sinh nuôi dưỡng và là một phương án thay thế cho chiến lược săn mồi được hầu hết các thành viên khác của chi này sử dụng như loài Phengaris arion.
Khi ấu trùng loài bướm này đã phát triển đầy đủ, nó sẽ thành nhộng. Khi con trưởng thành nở nó sẽ rời khỏi tổ kiến.
Ở châu Âu, loài bướm này ký sinh dinh dưỡng vào các tổ kiến Myrmica scabrinodis, Myrmica ruginodis, Myrmica rubra, Myrmica sabuleti, Myrmica scabrinodis, Myrmica schencki, và hiếm khi ở tổ kiến Myrmica lonae, và Myrmica specioides.

### Bị ký sinh
Ấu trùng P. alcon bị tò vò Ichneumon eumerus săn tìm ở trong hang kiến. Khi phát hiện ra một con nhộng P. alcon trong tổ kiến, loài tò vò này chui vào tổ kiến dưới đất và phun pheromone khiến kiến tấn công lẫn nhau. Lúc các con kiến đang hỗ loạn, loài tò vò này xác định vị trí của ấu trùng bướm và tiêm vào trứng của nó vào con nhộng. Trứng loài tò vò này nở ra và ăn con nhộng bướm từ bên trong và phát triển thành tò vò và chui ra khỏi hang kiến.

## Hình ảnh

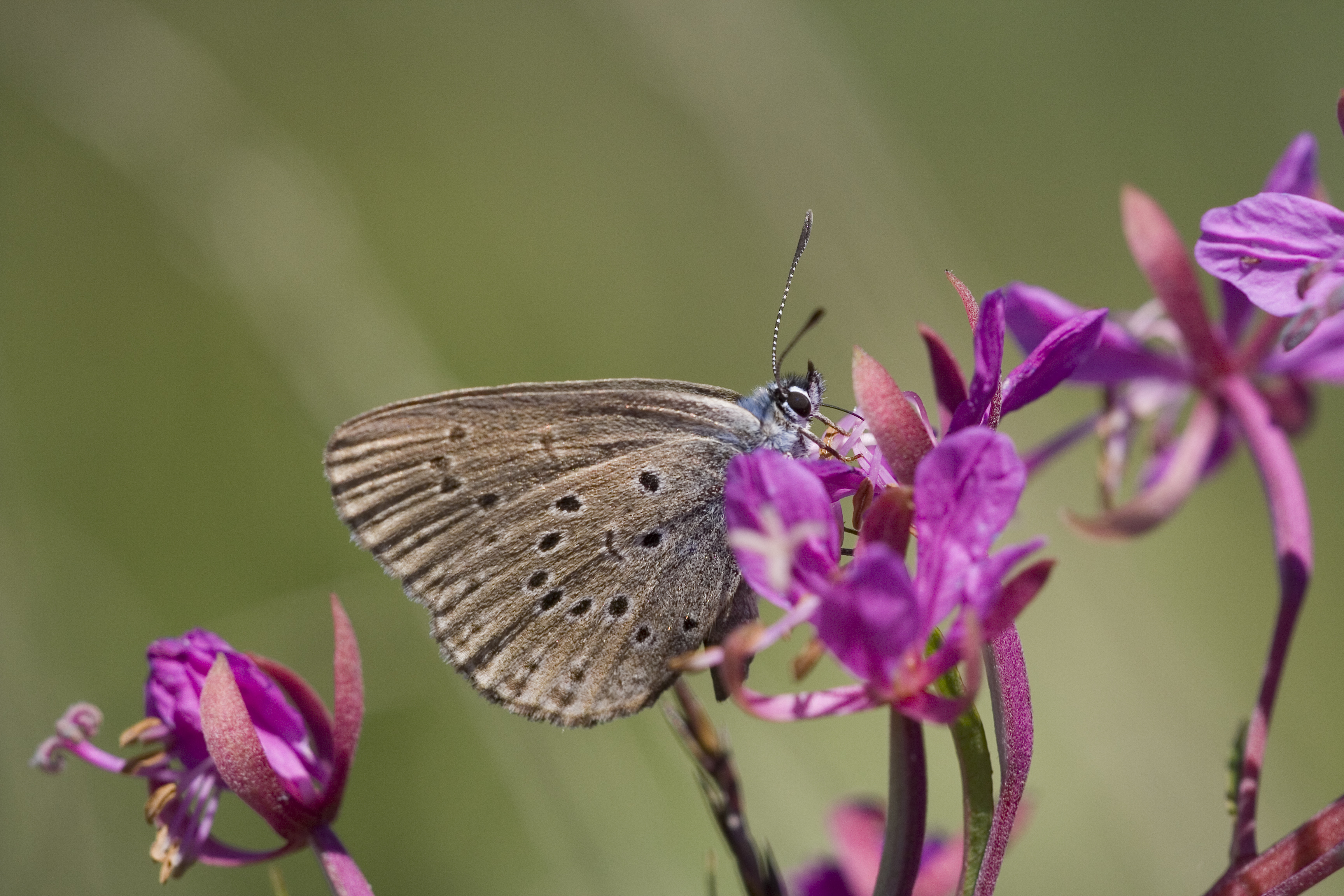
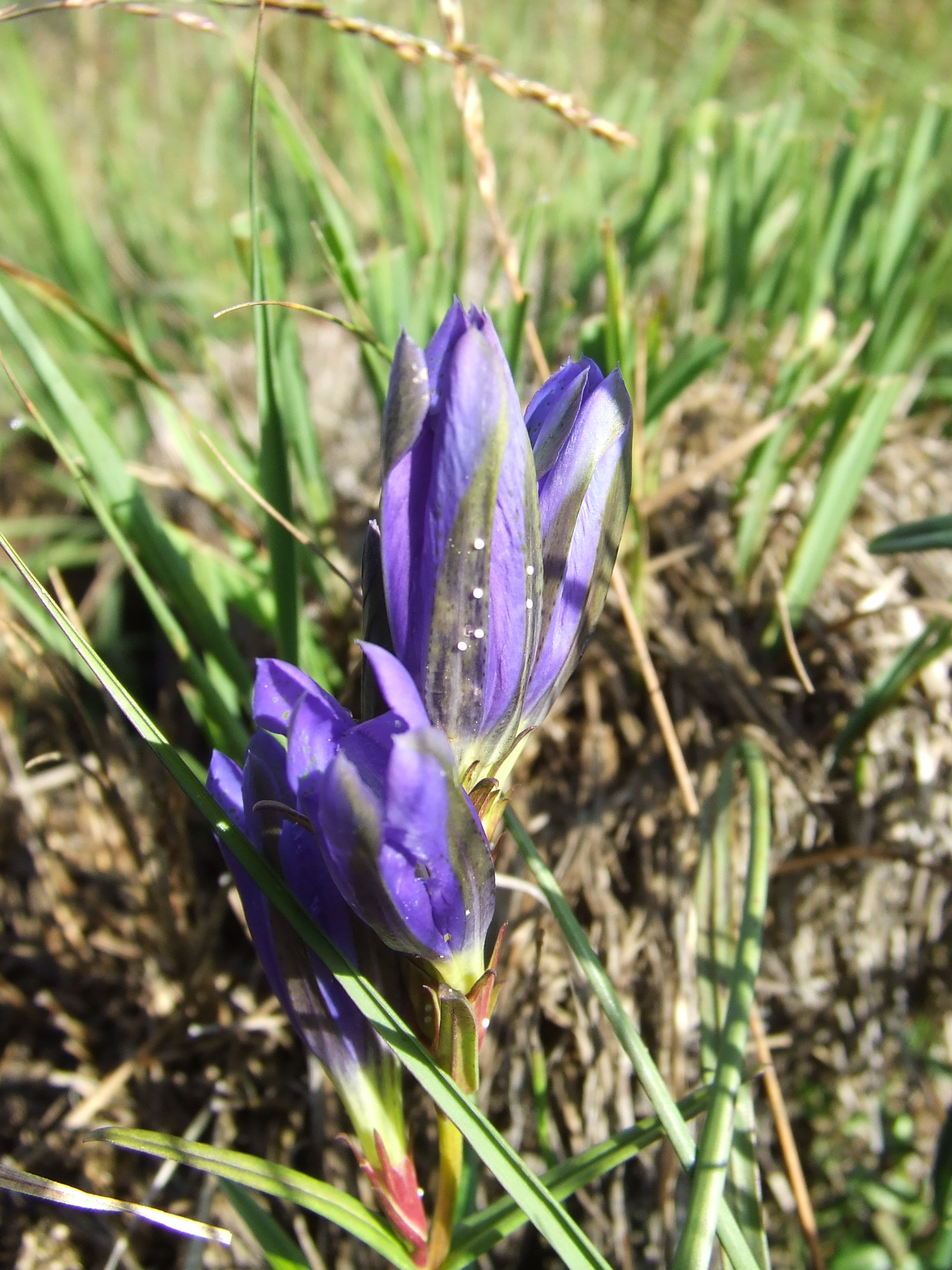
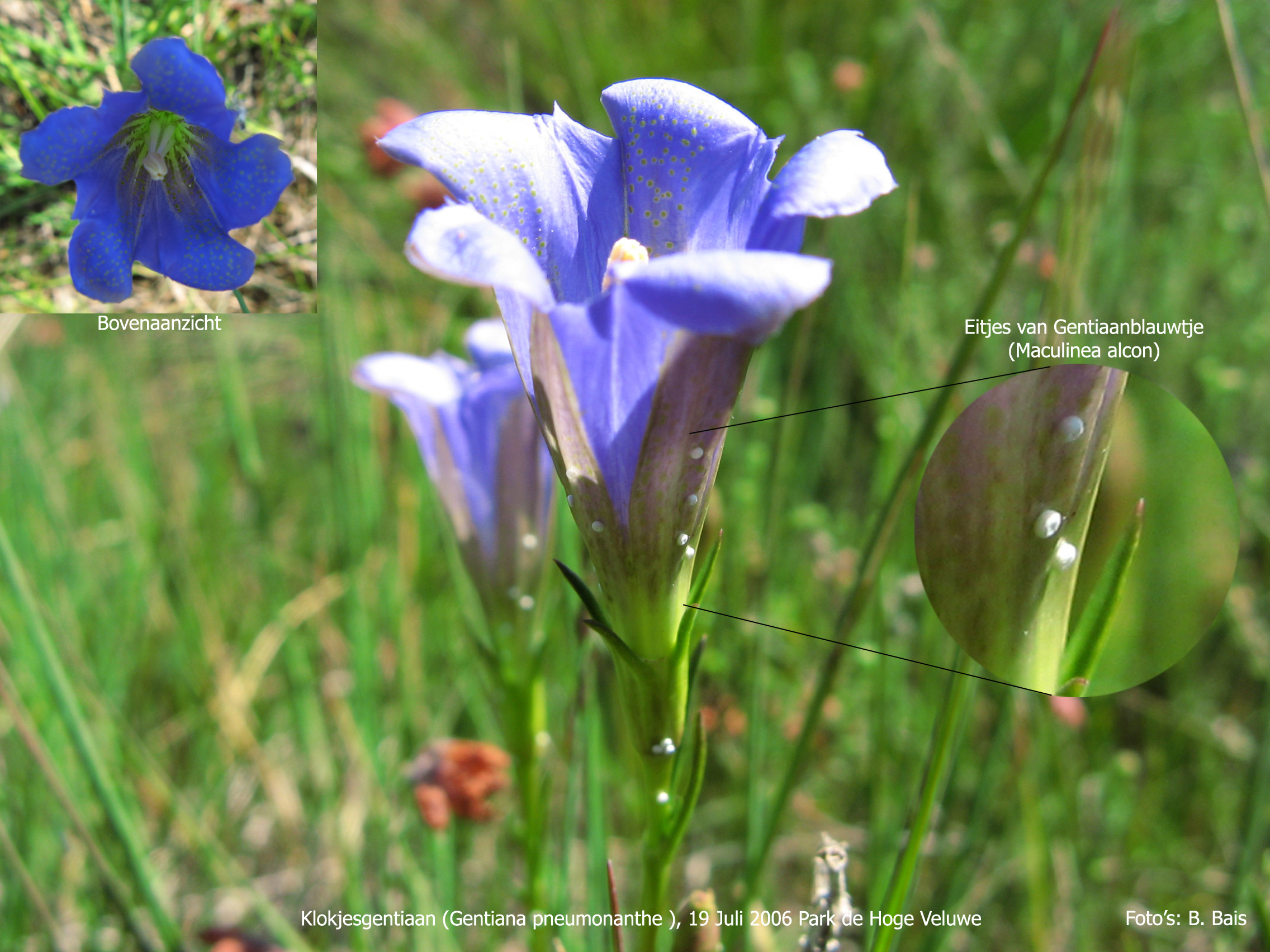
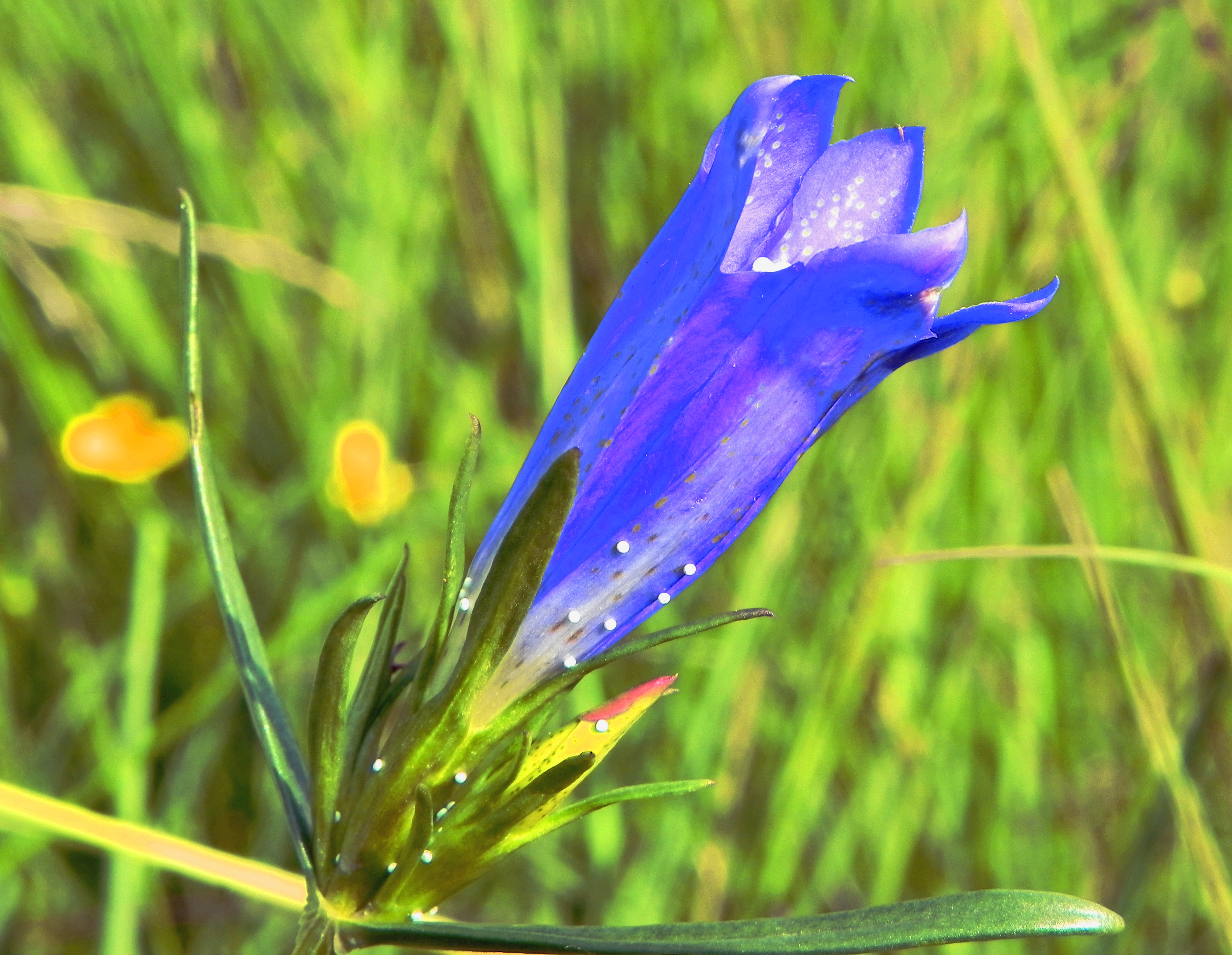